# Coupe d'Asie du Sud de football 2023
Navigation
Maldives 2021
Le Coupe d'Asie du Sud de football 2023 est la quatorzième édition de la Coupe d'Asie du Sud de football. Il est organisé par la Fédération d'Asie du Sud de football. Le tournoi se déroule du 21 juin au 4 juillet 2023. Pour la troisième fois, après 1999 et 2011 c'est l'Inde qui est le pays organisateur.

## Pays organisateur
Le Sri Lanka a initialement exprimé son intérêt à accueillir le tournoi, lors de la réunion du comité exécutif de la SAFF, le 17 octobre 2021 aux Maldives. Cependant, la FIFA a suspendu le Sri Lanka le 21 janvier 2023, ce qui les a empêchés d'organiser et de participer à tout tournoi de football.
Plus tard, Anwarul Haq Helal, le secrétaire général du SAFF, a officieusement déclaré aux médias que seul le Népal avait demandé les droits d'hébergement jusqu'à la date limite (c'est-à-dire le 29 janvier 2023). Cependant, l'hôte n'était censé être annoncé qu'après la réunion des membres du SAFF lors du 33e Congrès de l'AFC à Manama, Bahreïn, le 1er février 2023.
Le 14 février 2023, l'Inde a été déclarée hôte de la 14e édition du championnat,. Le lieu centralisé, cependant, serait déclaré le 10 mars 2023 par l'AIFF. Le 19 mars 2023, l'AIFF a annoncé que Bangalore serait la ville hôte du championnat SAFF 2023.

## Nations participantes
Le Sri Lanka a été sanctionné par la FIFA le 21 janvier 2023, ce qui les a rendus inéligibles pour participer à la compétition. Le Koweït et le Liban ont été conviés en tant qu'équipes invitées en vue d'augmenter le nombre d'équipes pour le championnat et de rendre l'événement plus compétitif.
Le tirage au sort a eu lieu 17 mai 2023 à New Delhi.
| Groupe 1                     | Groupe 2                          |
| ---------------------------- | --------------------------------- |
| Inde H Koweït Népal Pakistan | Liban Maldives Bhoutan Bangladesh |

## Stades
Le stade Sree Kanteerava de Bangalore, en Inde, accueille tous les matchs.

## Arbitres
- Md Alamgir Sarker
- Crystal John
- Sinan Hussain
- Prajwol Chhetri
- Irshad Ul Haq

### Arbitres assistant
- Shirzad Alimaqa
- Phurpa Wangchuk
- Pema Tshewang
- S Manikandan
- Sumanta Dutta
- Ahmed Hassan
- Nani Ram Thapa Magar

## Phase de groupes

### Groupe A
| Rang | Équipe   | Pts | J | G | N | P | Bp | Bc | Diff |
| ---- | -------- | --- | - | - | - | - | -- | -- | ---- |
| 1    | Koweït   | 7   | 3 | 2 | 1 | 0 | 8  | 2  | +6   |
| 2    | Inde H   | 7   | 3 | 2 | 1 | 0 | 7  | 1  | +6   |
| 3    | Népal    | 3   | 3 | 1 | 0 | 2 | 2  | 5  | -3   |
| 4    | Pakistan | 0   | 3 | 0 | 0 | 3 | 0  | 9  | -9   |

| 1re journée        | Koweït                                      | 3 - 1   | Népal     | Sree Kanteerava, Bangalore                        |                                                   |
| 21 juin 2023 15:30 | Khalid 23e · Shabaib 41e · Daham 65e (pen.) | (2 - 0) | 68e Bista | Spectateurs : 1 200 Arbitrage : Md Alamgir Sarker | Spectateurs : 1 200 Arbitrage : Md Alamgir Sarker |
| 21 juin 2023 15:30 | Rapport                                     |         |           | Spectateurs : 1 200 Arbitrage : Md Alamgir Sarker | Spectateurs : 1 200 Arbitrage : Md Alamgir Sarker |

| 21 juin 2023 | Inde                                           | 4 - 0   | Pakistan | Sree Kanteerava, Bangalore                       |                                                  |
| 19:30        | Chhetri 10e 16e (pen.) 74e (pen.) · Udanta 81e | (2 - 0) |          | Spectateurs : 22 860 Arbitrage : Prajwol Chhetri | Spectateurs : 22 860 Arbitrage : Prajwol Chhetri |
| 19:30        | Rapport                                        |         |          | Spectateurs : 22 860 Arbitrage : Prajwol Chhetri | Spectateurs : 22 860 Arbitrage : Prajwol Chhetri |

| 2e journée         | Pakistan | 0 - 4   | Koweït                                                | Sree Kanteerava, Bangalore                  |                                             |
| 24 juin 2023 15:30 |          | (0 - 3) | 10e Al-Enezi · 17e 45+1e Al-Faneeni · 69e Al-Rasheedi | Spectateurs : 309 Arbitrage : Pema Tshewang | Spectateurs : 309 Arbitrage : Pema Tshewang |
| 24 juin 2023 15:30 | Rapport  |         |                                                       | Spectateurs : 309 Arbitrage : Pema Tshewang | Spectateurs : 309 Arbitrage : Pema Tshewang |

| 24 juin 2023 | Népal   | 0 - 2   | Inde                     | Sree Kanteerava, Bangalore                     |                                                |
| 19:30        |         | (0 - 0) | 61e Chhetri · 70e Mahesh | Spectateurs : 12 642 Arbitrage : Sinan Hussain | Spectateurs : 12 642 Arbitrage : Sinan Hussain |
| 19:30        | Rapport |         |                          | Spectateurs : 12 642 Arbitrage : Sinan Hussain | Spectateurs : 12 642 Arbitrage : Sinan Hussain |

| 3e journée         | Népal         | 1 - 0   | Pakistan | Sree Kanteerava, Bangalore                  |                                             |
| 27 juin 2023 15:30 | Chaudhary 80e | (0 - 0) |          | Spectateurs : 250 Arbitrage : Sinan Hussain | Spectateurs : 250 Arbitrage : Sinan Hussain |
| 27 juin 2023 15:30 | Rapport       |         |          | Spectateurs : 250 Arbitrage : Sinan Hussain | Spectateurs : 250 Arbitrage : Sinan Hussain |

| 27 juin 2023 | Inde          | 1 - 1   | Koweït             | Sree Kanteerava, Bangalore                        |                                                   |
| 19:30        | Chhetri 45+2e | (1 - 0) | 90+2e (csc) A. Ali | Spectateurs : 9 562 Arbitrage : Md Alamgir Sarker | Spectateurs : 9 562 Arbitrage : Md Alamgir Sarker |
| 19:30        | R. Ali 90e    | Rapport | 90e Al-Qallaf      | Spectateurs : 9 562 Arbitrage : Md Alamgir Sarker | Spectateurs : 9 562 Arbitrage : Md Alamgir Sarker |

### Groupe B
| Rang | Équipe     | Pts | J | G | N | P | Bp | Bc | Diff |
| ---- | ---------- | --- | - | - | - | - | -- | -- | ---- |
| 1    | Liban      | 9   | 3 | 3 | 0 | 0 | 7  | 1  | +6   |
| 2    | Bangladesh | 6   | 3 | 2 | 0 | 1 | 6  | 4  | +2   |
| 3    | Maldives   | 3   | 3 | 1 | 0 | 2 | 3  | 4  | -1   |
| 4    | Bhoutan    | 0   | 3 | 0 | 0 | 3 | 2  | 9  | -7   |

| 1re journée        | Liban                     | 2 - 0   | Bangladesh | Sree Kanteerava, Bangalore                |                                           |
| 22 juin 2023 15:30 | Maatouk 79e · Bader 90+6e | (0 - 0) |            | Spectateurs : 50 Arbitrage : Crystal John | Spectateurs : 50 Arbitrage : Crystal John |
| 22 juin 2023 15:30 | Rapport                   |         |            | Spectateurs : 50 Arbitrage : Crystal John | Spectateurs : 50 Arbitrage : Crystal John |

| 22 juin 2023 | Maldives                      | 2 - 0   | Bhoutan | Sree Kanteerava, Bangalore                  |                                             |
| 19:30        | Hampu 6e (pen.) · Dhaadhu 90e | (1 - 0) |         | Spectateurs : 200 Arbitrage : Irshad Ul Haq | Spectateurs : 200 Arbitrage : Irshad Ul Haq |
| 19:30        | Rapport                       |         |         | Spectateurs : 200 Arbitrage : Irshad Ul Haq | Spectateurs : 200 Arbitrage : Irshad Ul Haq |

| 2e journée         | Bangladesh                           | 3 - 1   | Maldives  | Sree Kanteerava, Bangalore                    |                                               |
| 25 juin 2023 15:30 | Rakib 42e · Tariq 67e · Morsalin 90e | (1 - 1) | 17e Hamza | Spectateurs : 100 Arbitrage : Prajwol Chhetri | Spectateurs : 100 Arbitrage : Prajwol Chhetri |
| 25 juin 2023 15:30 | Rapport                              |         |           | Spectateurs : 100 Arbitrage : Prajwol Chhetri | Spectateurs : 100 Arbitrage : Prajwol Chhetri |

| 25 juin 2023 | Bhoutan       | 1 - 4   | Liban                                         | Sree Kanteerava, Bangalore                  |                                             |
| 19:30        | Gyeltshen 79e | (0 - 4) | 11e Sadek · 23e Al Haj · 35e Bader · 43e Zein | Spectateurs : 250 Arbitrage : Irshad Ul Haq | Spectateurs : 250 Arbitrage : Irshad Ul Haq |
| 19:30        | Rapport       |         |                                               | Spectateurs : 250 Arbitrage : Irshad Ul Haq | Spectateurs : 250 Arbitrage : Irshad Ul Haq |

| 3e journée         | Liban       | 1 - 0   | Maldives | Sree Kanteerava, Bangalore                 |                                            |
| 28 juin 2023 15:30 | Maatouk 23e | (1 - 0) |          | Spectateurs : 50 Arbitrage : Pema Tshewang | Spectateurs : 50 Arbitrage : Pema Tshewang |
| 28 juin 2023 15:30 | Rapport     |         |          | Spectateurs : 50 Arbitrage : Pema Tshewang | Spectateurs : 50 Arbitrage : Pema Tshewang |

| 28 juin 2023 | Bhoutan   | 1 - 3   | Bangladesh                                 | Sree Kanteerava, Bangalore |                          |
| 19:30        | Dorji 12e | (1 - 3) | 21e Morsalin · 30e (csc) Jigme · 36e Rakib | Arbitrage : Crystal Jonh   | Arbitrage : Crystal Jonh |
| 19:30        | Rapport   |         |                                            | Arbitrage : Crystal Jonh   | Arbitrage : Crystal Jonh |

## Phase à élimination directe

### Tableau
|  | Demi-finales                | Demi-finales                | Demi-finales                | Demi-finales                |          |          | Finale                    | Finale                    | Finale                    | Finale                    |
|  |                             |                             |                             |                             |          |          |                           |                           |                           |                           |
|  | 1er juillet 2023, Bangalore | 1er juillet 2023, Bangalore | 1er juillet 2023, Bangalore | 1er juillet 2023, Bangalore |          |          | 4 juillet 2023, Bangalore | 4 juillet 2023, Bangalore | 4 juillet 2023, Bangalore | 4 juillet 2023, Bangalore |
|  | A1                          | Koweït                      | 1 ap                        | 1 ap                        |          |          | 4 juillet 2023, Bangalore | 4 juillet 2023, Bangalore | 4 juillet 2023, Bangalore | 4 juillet 2023, Bangalore |
|  | A1                          | Koweït                      | 1 ap                        | 1 ap                        |          |          | 4 juillet 2023, Bangalore | 4 juillet 2023, Bangalore | 4 juillet 2023, Bangalore | 4 juillet 2023, Bangalore |
|  | B2                          | Bangladesh                  | 0                           | 0                           |          |          | 4 juillet 2023, Bangalore | 4 juillet 2023, Bangalore | 4 juillet 2023, Bangalore | 4 juillet 2023, Bangalore |
|  | B2                          | Bangladesh                  | 0                           | 0                           | Koweït   | Koweït   | 1 (4) ap                  | 1 (4) ap                  |                           |                           |
|  | 1er juillet 2023, Bangalore |                             |                             |                             | Koweït   | Koweït   | 1 (4) ap                  | 1 (4) ap                  |                           |                           |
|  |                             |                             | Inde                        | Inde                        | 1 (5)tab | 1 (5)tab |                           |                           |                           |                           |
|  | B1                          | Liban                       | Inde                        | Inde                        | 1 (5)tab | 1 (5)tab | 0 (2) ap                  | 0 (2) ap                  |                           |                           |
|  | B1                          | Liban                       |                             |                             |          |          |                           | 0 (2) ap                  |                           |                           |
|  | A2                          | Inde                        | 0 (4) tab                   | 0 (4) tab                   |          |          |                           |                           |                           |                           |
|  | A2                          | Inde                        | 0 (4) tab                   | 0 (4) tab                   |          |          |                           |                           |                           |                           |

### Demi-finales
| 1er juillet 2023 | Koweït                      | 1 - 0 ap              | Bangladesh | Sree Kanteerava, Bangalore                 |                                            |
| 15:00            | ( Daham) Al-Buloushi 105+2e | (0 - 0, 0 - 0, 1 - 0) |            | Spectateurs : 500 Arbitrage : Crystal John | Spectateurs : 500 Arbitrage : Crystal John |
| 15:00            | Rapport                     |                       |            | Spectateurs : 500 Arbitrage : Crystal John | Spectateurs : 500 Arbitrage : Crystal John |

| 1er juillet 2023 | Liban                           | 0 - 0 ap              | Inde                            | Sree Kanteerava, Bangalore                     |                                                |
| 19:30            |                                 | (0 - 0, 0 - 0, 0 - 0) |                                 | Spectateurs : 19 640 Arbitrage : Sinan Hussain | Spectateurs : 19 640 Arbitrage : Sinan Hussain |
| 19:30            | Rapport                         |                       |                                 | Spectateurs : 19 640 Arbitrage : Sinan Hussain | Spectateurs : 19 640 Arbitrage : Sinan Hussain |
| 19:30            | Maatouk · Shour · Sadek · Bader | Tirs au but 2 - 4     | Chhetri · Ali · Mahesh · Udanta | Spectateurs : 19 640 Arbitrage : Sinan Hussain | Spectateurs : 19 640 Arbitrage : Sinan Hussain |

### Finale
| 4 juillet 2023 | Koweït                                                         | 1 - 1                 | Inde                                                  | Sree Kanteerava, Bangalore                       |                                                  |
| 19:30          | ( Al-Buloushi) Al-Khaldi 14e                                   | (1 - 1, 1 - 1, 1 - 1) | 38e Chhangte (Samad )                                 | Spectateurs : 26 380 Arbitrage : Prajwal Chhetri | Spectateurs : 26 380 Arbitrage : Prajwal Chhetri |
| 19:30          | Rapport                                                        |                       |                                                       | Spectateurs : 26 380 Arbitrage : Prajwal Chhetri | Spectateurs : 26 380 Arbitrage : Prajwal Chhetri |
| 19:30          | Daham · Al Otaibi · Al-Dhefiri · Naji · Al-Khaldi · El Ebrahim | Tirs au but 4 - 5     | Chhetri · Jhingan · Chhangte · Udanta · Bose · Mahesh | Spectateurs : 26 380 Arbitrage : Prajwal Chhetri | Spectateurs : 26 380 Arbitrage : Prajwal Chhetri |

## Buteurs
| 5 buts - Sunil Chhetri 2 buts - Mobarak Al-Faneeni - Shabaib Al-Khaldi - Khalil Bader - Hassan Maatouk - Hamza Mohamed - Shekh Morsalin - Rakib Hossain | 1 but - Tariq Kazi - Chencho Gyeltshen - Udanta Singh Kumam - Naorem Mahesh Singh - Lallianzuala Chhangte - Mohammad Daham - Khalid El Ebrahim - Hasan Al-Enezi | - Eid Naser Al-Rasheedi - Abdullah Al-Buloushi - Ali Al Haj - Mohamad Omar Sadek - Mahdi Zein - Naiz Hassan - Anjan Bista - Aashish Chaudhary |

contre son camp  (csc)
- Anwar Ali (contre le Koweit)
- Phuntsho Jigme (contre le Bangladesh)